# Élection présidentielle américaine de 1908
L'élection présidentielle américaine de 1908 est la 31e élection présidentielle depuis l'adoption de la Constitution américaine en 1787. Elle se déroule le mardi 3 novembre 1908.
Le président élu est entré en fonctions le jeudi 4 mars 1909.

## Résultats
| Candidats              | Parti                       | Grands électeurs | Vote populaire |
| ---------------------- | --------------------------- | ---------------- | -------------- |
| William Howard Taft    | Parti républicain           | 321              | 7 678 395      |
| William Jennings Bryan | Parti démocrate             | 162              | 6 408 984      |
| Eugene Victor Debs     | Parti socialiste d'Amérique | 0                | 420 852        |
| Eugene W. Chafin (en)  | Parti de la prohibition     | 0                | 254 087        |
| Autres                 |                             |                  | 126 986        |